# Tony Betts
Anthony Thomas Betts, più conosciuto come Tony Betts (Sandiacre, 31 ottobre 1953) è un ex calciatore inglese, di ruolo attaccante.

## Carriera
Viene tesserato dall'Aston Villa nel 1969; nella stagione 1971-1972 vince la FA Youth Cup (giocando anche da titolare nella finale della competizione). Nel marzo del 1972 firma inoltre il suo primo contratto professionistico con il club. La sua prima stagione in prima squadra è la 1974-1975, nella quale dopo un periodo in prestito al Southport (8 presenze ed una rete in Fourth Division tra il novembre de 1974 ed il febbraio del 1975) gioca 4 partite in seconda divisione ed una partita in Coppa di Lega, competizione che viene vinta dalla sua squadra, che conquista inoltre anche la promozione in prima divisione. A fine stagione Betts viene ceduto in prestito ai Portland Timbers, club della NASL, con cui tra il luglio e l'agosto del 1975 segna 7 reti in 18 presenze in questo campionato.
Successivamente il suo contratto non viene rinnovato dall'Aston Villa, e così l'attaccante si accasa al Port Vale, con cui nella stagione 1975-1976 gioca una partita in Third Division, salvo poi rescindere il contratto con il club nel novembre del 1975; nella seconda parte della stagione gioca per un breve periodo con i semiprofessionisti del Boldmere St. Michael's, in settima divisione, per poi dal 1976 tornare nella NASL, ancora ai Portland Timbers, con cui rimane per 2 anni segnando complessivamente 6 reti in 48 partite di campionato. Nel 1979 gioca poi un'ulteriore partita (la numero 65 in partita, con 15 reti segnate) nella NASL, con i Minnesota Kicks: si tratta della sua ultima partita da professionista; dal 1979 al 1982 rimane infatti negli Stati Uniti ma per giocare nella Major Indoor Soccer League, con i Buffalo Stallions.

## Palmarès

### Club

#### Competizioni nazionali
- Coppa di Lega inglese: 1

Aston Villa: 1974-1975

#### Competizioni giovanili
- FA Youth Cup: 1

Aston Villa: 1971-1972